# Mariner–8
Mariner–8 az amerikai Mariner-program nyolcadik űrszondája, Mars-szonda. Sikertelen küldetés.

## Küldetés
A NASA 1971-ben ugyanabban az indítási ablakban állította pályára a Marshoz a Mariner–8-at és a Mariner–9-et. Cél a Mars alaposabb kutatásának elősegítése, felszíni és légköri mérésekkel, jövőbeni kutatási irányok kialakítása. Program szerint Mars körüli pályára állt volna.

## Jellemzői
A Mariner űrszondákat a NASA Jet Propulsion Laboratoryumában fejlesztették, irányításával építették. Üzemeltette a NASA és a Office Space Science and Applications (OSSA) .
Megnevezései: Mariner–8; Mariner–H; COSPAR: F710509A.
1971. május 9-én Floridából, a Cape Canaveral (KSC) Kennedy Űrközpontból, a LC–36A (LC–Launch Complex) jelű indítóállványról egy Atlas–Centaur (SLV- 3C) hordozórakétával emelkedett a magasba. Az Atlasz rakétafokozat kiégése után a Centaur fokozat technikai hibája miatt a küldetés sikertelenné vált. Indítás után 365 másodperccel a rakéta elvesztette stabilitását és visszazuhant az Atlanti-óceánba.

### Felépítése
Megegyezett a Mariner–9 űrszondával.

### Programja
Megegyezett a Mariner–9 űrszondával.

### Műszerezettsége
Megegyezett a Mariner–9 űrszondával.

## Külső hivatkozások
- Mariner-program. astronautix.com. (Hozzáférés: 2014. február 21.)
- Mariner–8. nasa.gov. [2014. február 25-i dátummal az eredetiből archiválva]. (Hozzáférés: 2014. február 21.)

| Elődje: Mariner–7 | Mariner-program 1962–1973 | Utódja: Mariner–9 |